# Kaibu
Kaibu är en av öarna i ögruppen Lauöarna i Fiji. Ett 22,4 kilometer långt rev omgärdar Kaibu och den angränsande Yacata. Kaibu separeras från Yacata av en lagun. Ön, som har en areal på 20 kvadratkilometer, ligger 56 kilometer väst om Vanua Balavu. Fiske, snorkling och vattensport är vad som främst lockar turister till ön.
Kaibu ägs privat, och fijianska nyhetsbyrån rapporterade den 28 september 2006 att ön var till salu för 38 miljoner fijianska dollar.